# Midodrin
Midodrin (Amatin, Proamatin, Gutron) je vazopresor/antihipotenzivni agens. Midodrin je odobren u Sjedinjenim Državama od strane FDA 1996. za lečenje disautonomije i ortostatičke hipotenzije. 
Avgusta 2010, FDA je predložila povlačenje ovog proizvoda sa tržišta, je proizvođač Shire plc nije kompletirao mandatorne studije nakon početka prodaje leka. September 2010, FDA je odobrila da ostane dostupan dok se ne završe studije čiji cilj je prikupljanje podataka o efikasnosti i bezbednosti leka.

## Stereohemija
Midodrin sadrži stereocentar i sastoji se od dva enantiomera. Ovo je racemat, tj. smeša od 1:1 ( R ) i ( S ) - oblik:
| Enantiomeri midodrina   | Enantiomeri midodrina   |
| ----------------------- | ----------------------- |
| CAS-Nummer: 133163-25-4 | CAS-Nummer: 133267-39-7 |

## Spoljašnje veze
- Midodrine at drugs.com

|  | Molimo Vas, obratite pažnju na važno upozorenje u vezi sa temama iz oblasti medicine (zdravlja). |